# Michael Liepin
Michael Liepin (* 11. Januar 1978) ist ein deutscher Jurist. Er ist seit dem 1. September 2021 Richter am Bundesgerichtshof.

## Leben und Wirken
Liepin trat 2006 nach Abschluss seiner juristischen Ausbildung in den Justizdienst des Landes Nordrhein-Westfalen ein und war zunächst bei dem Landgericht Düsseldorf und dem Amtsgericht Neuss tätig. 2009 erfolgte seine Ernennung zum Richter am Landgericht Düsseldorf. Von Dezember 2013 bis Juni 2017 war Liepin an das Ministerium der Justiz des Landes Nordrhein-Westfalen abgeordnet. Im März 2016 wurde er am Oberlandesgericht Düsseldorf zum Richter am Oberlandesgericht ernannt. Eine Abordnung als wissenschaftlicher Mitarbeiter an den Bundesgerichtshof erfolgte von Juli 2017 bis August 2020.
Das Präsidium des Bundesgerichtshofs wies Liepin dem schwerpunktmäßig für das Amts-, Staats- und Notarhaftungsrecht, das Recht der öffentlich-rechtlichen Entschädigung sowie für Rechtsstreitigkeiten über Dienstverträge und Geschäftsbesorgungsverhältnisse zuständigen III. Zivilsenat zu.